# ユンカース ユモ 213

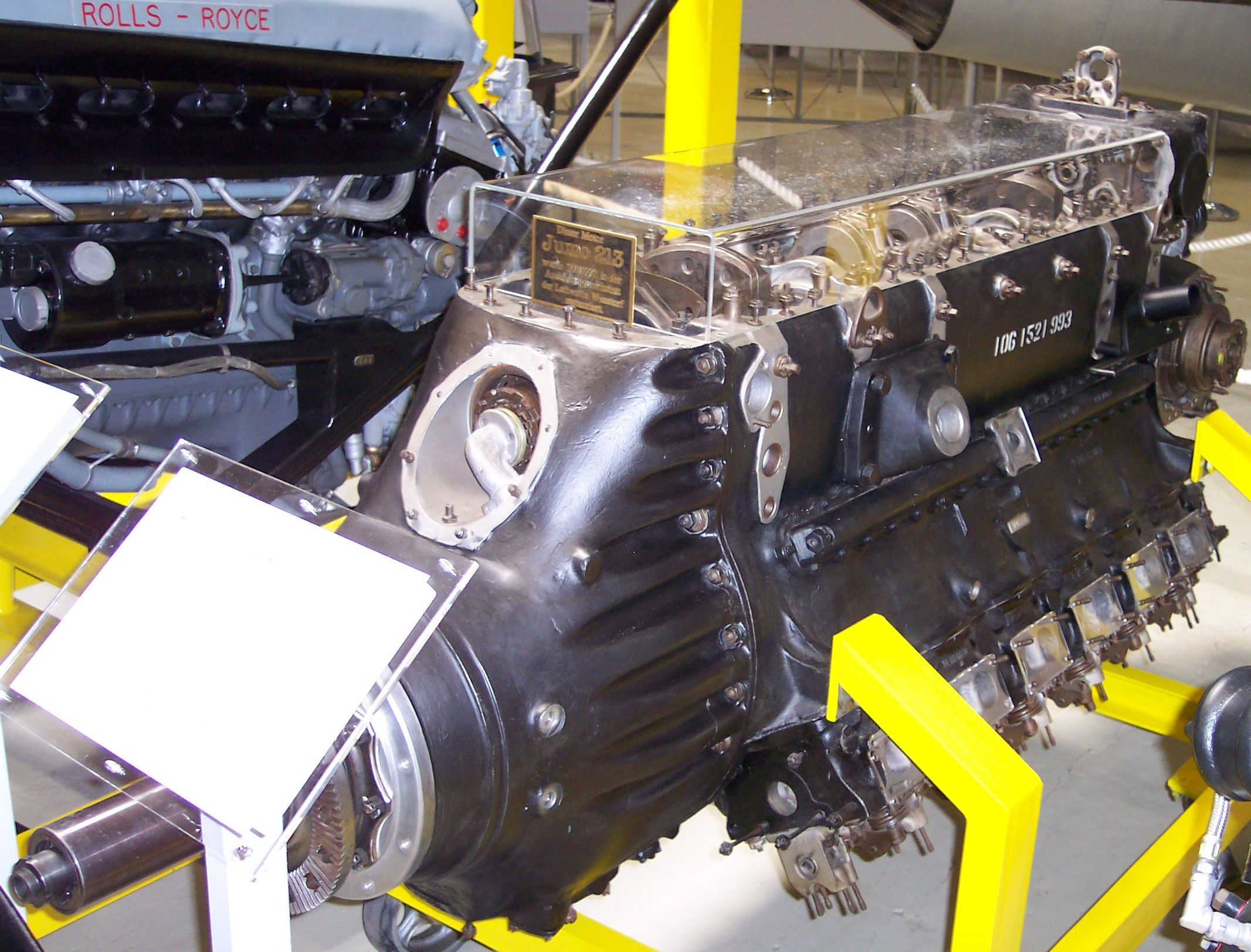
ユモ 213 エンジン

ユンカース・ユモ213 (Junkers Jumo 213) はユンカース・モトーレン社の航空機向けの液冷倒立V型12気筒エンジンで、ユンカースJumo 211の発展型である。
加圧冷却システムの搭載を初め、Jumo 211からの多くの改良により、高回転・高出力を誇り、第二次世界大戦後期に最も重要なエンジンとして重用された。

## 開発と設計
1930年代後半に量産に入ったJumo 211には"open cycle"を基本とした通常の液冷システムが使用されており、冷却水はポンプによってエンジン内を循環し冷却していた。このシステムでは冷却液の沸点は気圧の小さな変化でも大きな影響をうけた。これは航空機が上昇するにしたがって気圧が下がり、冷却液温度が一定でも沸点が下がることを意味する。これはラジエーターの容量増大にもつながり、重量や前面投影面積（空気抵抗）の面でも不利となる。
対照的にダイムラー・ベンツのDB 601は、どの高度でも同じ圧力を維持し冷却水の沸点を110℃に保つ加圧システムを使用していた。これによりDB 601は少ない冷却水で十分な冷却能力を維持し、どの高度でも安定した冷却能力を持っていた。また、DB 601はJumo 211より軽量で小さく、高高度でも高い出力を出すことができ、戦闘機のエンジンとして主流の地位にあった。そのためJumo 211は“2線級”のエンジンとして、爆撃機や輸送機に用いられていた。
ユンカース社はこの状況に満足せず、1938年には加圧冷却方式の開発を始めた。Jumo 211で実験を行い、成功を収め、高出力小型エンジン開発の糸口をつかんだ。さらにクランクシャフトを強化して過給圧を高めるために過給器を完全にシュラウドで覆ったことで、Jumo 211FはJumo 211Aの1000PSから1,340PS(1,322hp、986kW)に向上した。
向上した冷却能力にあわせてシリンダーブロックを小型化し、さらに過給圧を上げた結果、Jumo 213Aは3,250rpmで1,750 PSを発揮するようになった。これは同クラスのエンジンであるDB 601Eの1,350 PSよりはるかに出力が高く、より大型のDB 603に匹敵する出力であった。
ユンカース社はDB 603の市場を狙う事を決め、「"ポン付け（dropped in）"」で換装できるようにJumoエンジンの標準となっていたエンジン右側に位置する過給器用吸気口以外のエンジン・マウントや各種液体配管の取り付け位置をDB 603と同じように配置した。（ダイムラー・ベンツの倒立V12エンジンは基本的に過給機を左側に取り付けていた）
Jumo 213Aは完成したのは1940年だが量産に手間取り、まともに量産が始まったのは1943年からだった。生産ラインはJumo 211の生産で手一杯で、Jumo 213Aの量産はなかなか進まなかった。Jumo 213Aは1944年ごろには量産されるようになっていたが、そのころには連合軍の爆撃が始まり、生産ラインは度々停止した。Jumo 213Aは1944年、1945年の間、月産約400 - 500基ほどだった。
Jumo 213はユンカースJu 188/Ju 388、フォッケウルフFw190およびTa152等、第二次世界大戦後期の航空機のエンジンとして重用された。

## 派生型

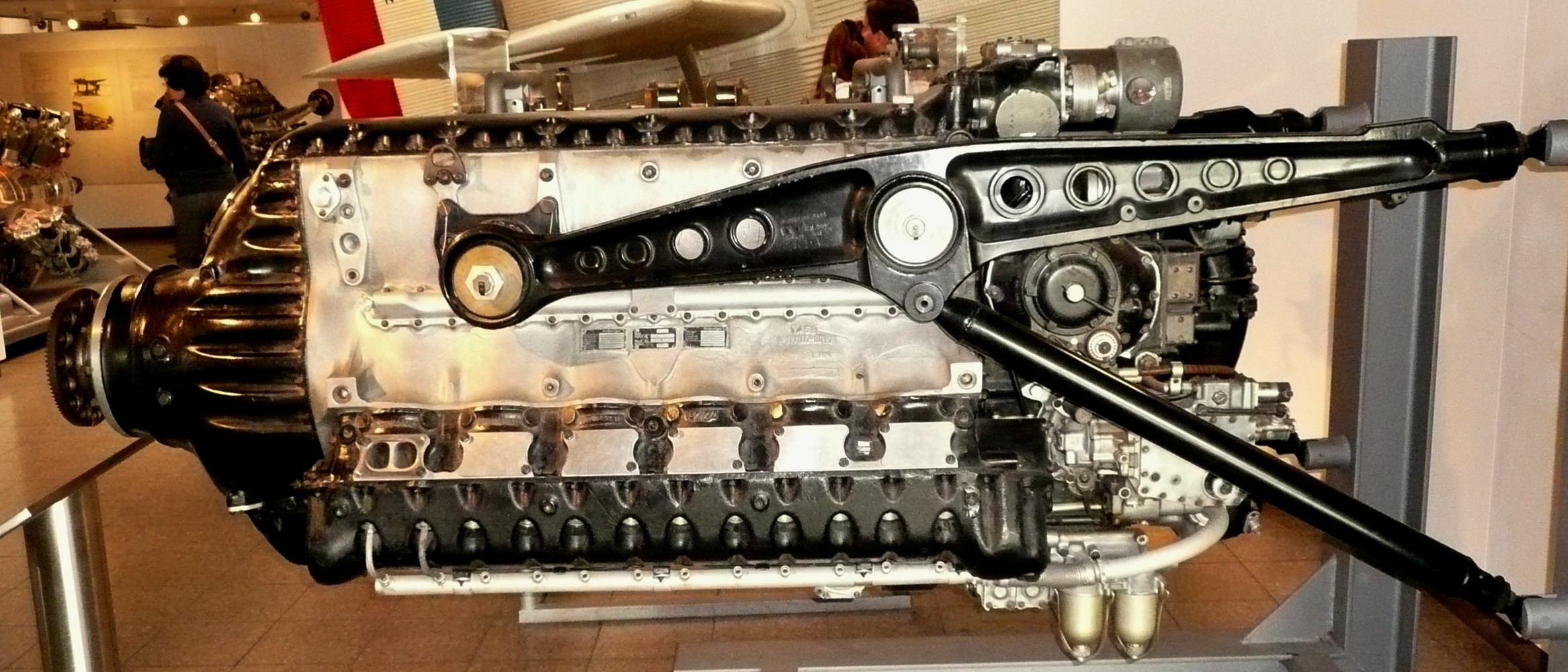
ユモ 213A エンジン

Jumo 213A
主な量産型。一段二速過給で離昇出力は1,750 PS (2,100 PS MW 50使用時)
Jumo 213B
計画のみ。100オクタン価の"C3"燃料を使用する様に設計され、ブースト圧をあげることによって離昇出力は2,000 PSになった。
Jumo 213C
基本的にはA型と同じで補助設備(過給機、オイルポンプ等)を見直し、プロペラシャフト内にモーターカノンを搭載できるように設計されていた。少数生産された。
Jumo 213D
出力曲線を滑らかにして扱いやすさを向上させるために新型の三速過給機を搭載していたが、開発中止。
Jumo 213E
量産型。高高度での性能を劇的に向上させる二段三速過給機とインタークーラーの装備で離昇出力1,750 PS (2,050 PS MW50使用時)
Jumo 213F
量産型。基本的にはE型と同じだが、インタークーラーを省き低高度用に調整されている。
Jumo 213J
3バルブから4バルブに変更され体積効率が向上していた。量産前に終戦。
Jumo 213S
低高度用。量産前に終戦。
Jumo 213T
排気タービン過給機を装備。量産前に終戦。

## 搭載機
- ハインケル He111
- ユンカース Ju 88
- ユンカース Ju 188
- ユンカース Ju 388
- フォッケウルフ Fw190
- フォッケウルフ Ta152
- フォッケウルフ Ta154
- メッサーシュミット Me 209-II
- Nord Noroit

## 主要諸元(Jumo 213E)
- 形式：液冷倒立V型12気筒
- ボア×ストローク：150mm×165mm
- 総排気量：35L
- 全長：2,266mm
- 乾燥重量：940 kg
- バルブ形式：3バルブ
- 過給機：遠心式スーパーチャージャー2段3速
- 離昇出力：1,750 PS (1,726 hp, 1,287 kW)

　　　　　2,050 PS (2,022 hp, 1,508 kW) MW 50使用時
- 圧縮比： 6.5:1 (87オクタン価、B4燃料使用時)
- パワーウェイトレシオ：1.37 kW/kg (0.83 hp/lb)